# Суходуб Богдан Володимирович
Богдан Володимирович Суходуб (нар. 9 лютого 1994) — український футболіст, захисник.

## Життєпис
Вихованець ДЮСШ «Фрунзенець» (Суми) і київського РВУФК. З 2013 року грав за юнацьку і молодіжну команди маріупольського «Іллічівця». У сезоні 2012/13 років, за підсумками якого 19-річні гравці маріупольської команди завоювали срібні медалі дебютної юнацької першості, футболіст зіграв за цю команду 9 матчів. У наступному сезоні дублери «ілліча» ставали переможцем молодіжної першості. За цю команду Суходуб зіграв 10 матчів, лише дві з яких без замін.
У головній команді «Іллічівця» Суходуб дебютував 27 вересня 2014 року в матчі 1/8 фіналу Кубка України проти полтавської «Ворскли», замінивши за 2 хвилини до фінального свистка Олександра Мандзюка. Менш ніж через місяць відбувся дебют футболіста й у Прем'єр-лізі. 19 жовтня в грі проти львівських «Карпат» захисник вийшов у стартовому складі. До кінця року ще 3 гри у вищому дивізіоні відіграв без замін. Взимку 2015 року проходив збори з основним складом, але після відновлення чемпіонату повернувся в молодіжну команду. У січні 2016 офіційно покинув маріупольський клуб.
У лютому 2016 року став гравцем клубу «Суми».
З 2018 року — гравець аматорського клубу «Вікторія» (Миколаївка).